# Piper atroglandulosum
Piper atroglandulosum är en pepparväxtart som beskrevs av M.C. Tebbs. Piper atroglandulosum ingår i släktet Piper och familjen pepparväxter. Inga underarter finns listade i Catalogue of Life.